# Oliver Platt
Oliver James Platt (Windsor, 12 gennaio 1960) è un attore canadese.

## Carriera
Debutta al cinema nel 1988, ricoprendo ruoli minori come in Una donna in carriera; un anno dopo prende parte in un altro ruolo minore nel film Robinson Crusoe - La storia vera. L'anno successivo partecipa alla pellicola Linea mortale, interpretando Randy Steckle. Il primo ruolo degno di nota arriva nel 1990 quando partecipa al film Il dottor Dolittle e veste i panni di Mark Weller, in seguito la sua fama accresce grazie al ruolo di Harvey nel film Beethoven. Nel 1995 arriva il successo mondiale: partecipa al film Il commediante, nel ruolo del protagonista Tommy Fawkes. Attualmente interpreta il dottor Charles nella serie televisiva Chicago Med e nei suoi spin-off.

## Vita privata
Figlio di Nicholas Platt, diplomatico che è stato ambasciatore in Pakistan, Zambia e nelle Filippine, e di Sheila Maynard (nipote della nobile del Galles Frances Work, il che lo rende lontano cugino della principessa Diana), è sposato dal 1992 con Mary Camilla Bonsal Campbell con cui ha avuto tre figli: Lily (1995), George (1997) e Claire (1999).

## Filmografia

### Cinema
- Una vedova allegra... ma non troppo (Married to the Mob), regia di Jonathan Demme (1988)
- Una donna in carriera (Working Girl), regia di Mike Nichols (1988)
- Robinson Crusoe - La storia vera (Crusoe), regia di Caleb Deschanel (1989)
- Cartoline dall'inferno (Postcards from the Edge), regia di Mike Nichols (1990)
- Linea mortale (Flatliners), regia di Joel Schumacher (1990)
- Beethoven, regia di Brian Levant (1992)
- Proposta indecente (Indecent Proposal), regia di Adrian Lyne (1993)
- I tre moschettieri (The Three Musketeers), regia di Stephen Herek (1993)
- Benny & Joon, regia di Jeremiah S. Chechik (1993)
- Pecos Bill - Una leggenda per amico (Tall Tale: The Unbelievable Adventures of Pecos Bill), regia di Jeremiah S. Chechik (1995)
- Il commediante (Funny Bones), regia di Peter Chelsom (1995)
- Il momento di uccidere (A Time To Kill), regia di Joel Schumacher (1996)
- Decisione critica (Executive Decision), regia di Stuart Baird (1996)
- Padrona del suo destino (Dangerous Beauty), regia di Marshall Herskovitz (1998)
- Gli imbroglioni (The impostors), regia di Stanley Tucci (1998)
- Il dottor Dolittle (Dr. Dolittle), regia di Betty Thomas (1998)
- Simon Birch, regia di Mark Steven Johnson (1998)
- L'uomo bicentenario (Bicentennial Man), regia di Chris Columbus (1999)
- Appuntamento a tre (Three to Tango), regia di Damon Santostefano (1999)
- Lake Placid, regia di Steve Miner (1999)
- Pronti alla rissa (Ready To Rumble), regia di Brian Robbins (2000)
- Gun Shy - Un revolver in analisi (Gun Shy), regia di Eric Blakeney (2000)
- Don't Say a Word, regia di Gary Fleder (2001)
- Liberty Stands Still, regia di Kari Skogland (2002)
- Ash Wednesday, regia di Edward Burns (2002)
- Hope Springs, regia di Mark Herman (2003)
- Schegge di April (Pieces of April), regia di Peter Hedges (2003)
- Kinsey, regia di Bill Condon (2004)
- The Ice Harvest, regia di Harold Ramis (2005)
- Casanova, regia di Lasse Hallström (2005)
- Loverboy, regia di Kevin Bacon (2005)
- Martian Child - Un bambino da amare (The Martian Child), regia di Menno Meyjes (2007)
- The Ten, regia di David Wain (2007)
- Frost/Nixon - Il duello (Frost/Nixon), regia di Ron Howard (2008)
- 2012, regia di Roland Emmerich (2009)
- Anno uno (Year One), regia di Harold Ramis (2009)
- Amore & altri rimedi (Love and Other Drugs), regia di Edward Zwick (2010)
- Letters to Juliet, regia di Gary Winick (2010)
- X-Men - L'inizio (X-Men: First Class), regia di Matthew Vaughn (2011)
- Scusa, mi piace tuo padre (The Oranges), regia di Julian Farino (2012)
- Chinese Zodiac, regia di Jackie Chan (2012)
- Il magico mondo di Oz (Legends of Oz: Dorothy's Return), regia di Will Finn e Dan St. Pierre (2013)
- Chef - La ricetta perfetta (Chef), regia di Jon Favreau (2014)
- La regola del gioco (Kill the Messenger), regia di Michael Cuesta (2014)
- Natale con i tuoi (A Merry Friggin' Christmas), regia di Tristram Shapeero (2014)
- Cut Bank - Crimine chiama crimine (Cut Bank), regia di Matt Shakman (2014)
- The Cleanse, regia di Bobby Miller (2016)
- The 9th Life of Louis Drax, regia di Alexandre Aja (2016)
- L'eccezione alla regola (Rules Don't Apply), regia di Warren Beatty (2016)
- Shut In, regia di Farren Blackburn (2016)
- Professor Marston and the Wonder Women, regia di Angela Robinson (2017)

### Televisione
- Miami Vice – serie TV, episodio 4x14 (1988)
- Deadline – serie TV, 13 episodi (2000-2001)
- West Wing - Tutti gli uomini del Presidente (The West Wing) – serie TV, 8 episodi (2001-2005)
- Huff – serie TV, 25 episodi (2004-2006)
- Queens Supreme – serie TV, 13 episodi (2003-2007)
- The Bronx Is Burning – serie TV, 8 episodi (2007)
- Nip/Tuck – serie TV, 4 episodi (2007-2008)
- Bored to Death - Investigatore per noia (Bored to Death) – serie TV, 6 episodi (2009-2011)
- The Big C – serie TV, 40 episodi (2010-2013)
- Fargo – serie TV (2014)
- Modern Family – serie TV, (2014-2015)
- Bessie, regia di Dee Rees – film TV (2015)
- The Good Wife – serie TV, 3 episodi (2015)
- Chicago Med – serie TV, 176 episodi (2015-in corso)
- Chicago Fire – serie TV, 8 episodi (2015-2023)
- Chicago P.D. – serie TV, 9 episodi (2015-2016)
- Chicago Justice – serie TV, 2 episodi (2017)
- The Bear – serie TV (2022-in corso)

## Doppiatori italiani
Nelle versioni in italiano delle opere in cui ha recitato, Oliver Platt è stato doppiato da:
- Carlo Cosolo in Padrona del suo destino, I tre moschettieri, Pronti alla rissa, Liberty Stands Still, Hope Springs, Schegge di April, Casanova, Frost/Nixon - Il duello, The Big C, Scusa, mi piace tuo padre, Fargo, La regola del gioco, The Good Wife
- Roberto Stocchi in Maledetta ambizione, The Ice Harvest, Amore & altri rimedi, X-Men - L'inizio, Chef - La ricetta perfetta
- Nino Prester in Linea mortale, Il momento di uccidere, Lake Placid, L'uomo bicentenario, Gun Shy - Un revolver in analisi
- Stefano De Sando in Chicago P.D., Chicago Med, Chicago Fire, Chicago Justice, Professor Marston and the Wonder Women
- Marco Mete in Cartoline dall'inferno, Proposta indecente, Time X - Fuori tempo massimo, Shut In
- Antonio Sanna in Bulworth - Il senatore, Letters to Juliet, L'eccezione alla regola
- Franco Zucca in Pecos Bill - Una leggenda per amico, 2012
- Enzo Avolio in Martian Child - Un bambino da amare, Time X - Fuori tempo massimo (ridoppiaggio)
- Simone Mori in Please Give, Linea mortale (ridoppiaggio)
- Teo Bellia ne Il dottor Dolittle, Gli imbroglioni
- Saverio Moriones in Una donna in carriera, Chicago Fire
- Francesco Orlando in The Ten, Nip/Tuck
- Neri Marcorè in Appuntamento a tre
- Eugenio Marinelli in Huff
- Gianluca Tusco in Don't Say a Word
- Massimiliano Virgilii in Benny & Joon
- Massimo Corvo in West Wing - Tutti gli uomini del Presidente
- Guido Sagliocca in Bored to Death - Investigatore per noia
- Danilo Di Martino in Kinsey
- Mino Caprio in La notte dell'imbroglio
- Franco Mannella in Loverboy
- Marco Bresciani in Beethoven
- Giorgio Lopez in Anno uno
- Roberto Chevalier in Decisione critica
- Bruno Alessandro in Chinese Zodiac
- Pierluigi Astore in Modern Family
- Pietro Ubaldi in Frank & Cindy
- Roberto Draghetti in Cut Bank - Crimine chiama crimine
- Michele Gammino in The 9th Life of Louis Drax
- Sergio Luzi in The Bear

Da doppiatore è sostituito da:
- Roberto Stocchi ne Il magico mondo di Oz
- Marco Benevento in Sto pensando di finirla qui